# 惠我之莊站
惠我之莊站（日语：／ Eganosho eki */?）位於日本大阪府羽曳野市南惠我之莊八丁目，為近畿日本鐵道（近鐵）南大阪線的鐵路車站。車站編號為F11。
雖然日文站名標記為「恵我ノ荘」，但當地地名標記為「恵我之荘」。

## 歷史
- 1924年（大正13年）6月1日 - 大阪鐵道的河內松原 - 高鷲間新設本站，本站開業[1]。
- 1943年（昭和18年）2月1日 - 關西急行鐵道與大阪鐵道[1]。本站成為關西急行鐵道天王寺線的車站。
- 1944年（昭和19年）6月1日 - 由於戰時統合，關西急行鐵道與南海鐵道（現在的南海電氣鐵道前身。之後再次獨立）合併，成為近畿日本鐵道南大阪線的車站[1]。
- 2007年（平成19年）4月1日 - 可使用「PiTaPa」乘車[2]。
- 2018年（平成30年）10月8日 - 此日起首班車～9時00分與18時00分～末班車兩個時段並無站務員進駐。

## 車站構造
側式月台2面2線的地面車站。
本站由藤井寺站管理，有站務員進駐。

### 月台配置
| 月台 | 路線     | 方向 | 目的地                                      |
| ---- | -------- | ---- | ------------------------------------------- |
| 1    | 南大阪線 | 下行 | 往 藤井寺、古市、橿原神宮前、吉野、河内長野 |
| 2    | 南大阪線 | 上行 | 往 大阪阿部野橋                             |

## 使用狀況
近年1日上下車人次調査結果如下表。
- 2018年11月13日：10,677人
- 2015年11月10日：10,801人
- 2012年11月13日：10,618人
- 2010年11月9日：10,905人
- 2008年11月18日：11,538人
- 2005年11月8日：12,419人

## 車站周邊

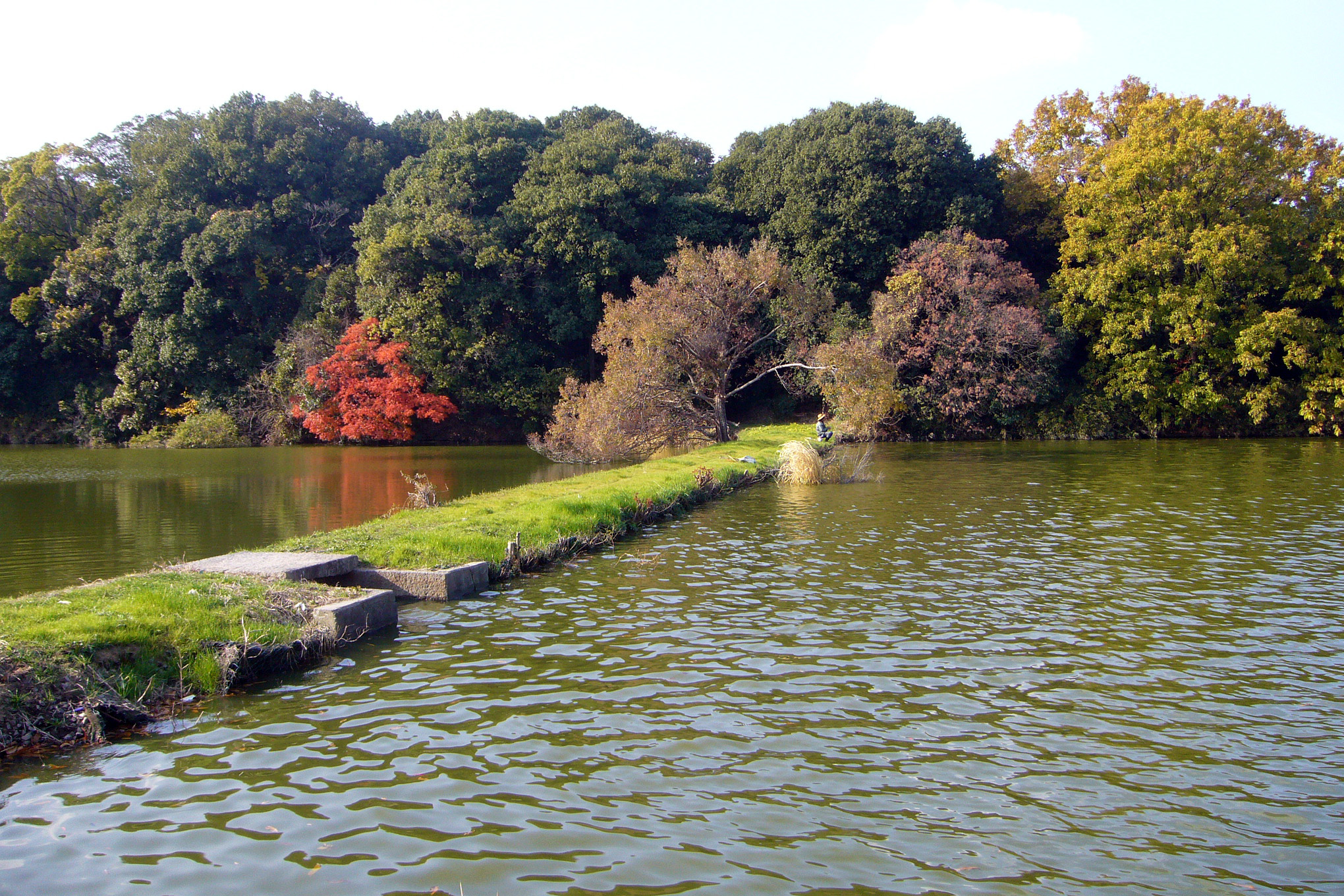
大塚山古墳

- 吉村家住宅（国指定重要文化財）
- 大塚山古墳
- 大阪府立大塚高等学校
- 羽曳野市立惠我之莊小学校
- 羽曳野市立高鷲小学校
- 松原市立惠我南小学校
- 羽曳野惠我之莊郵局

## 相鄰車站
近畿日本鐵道
 南大阪線
■急行、■區間急行、■準急
通過
■普通
河內松原 （F10） － 惠我之莊 （F11） － 高鷲 （F12）